# أغاني الاعتدال

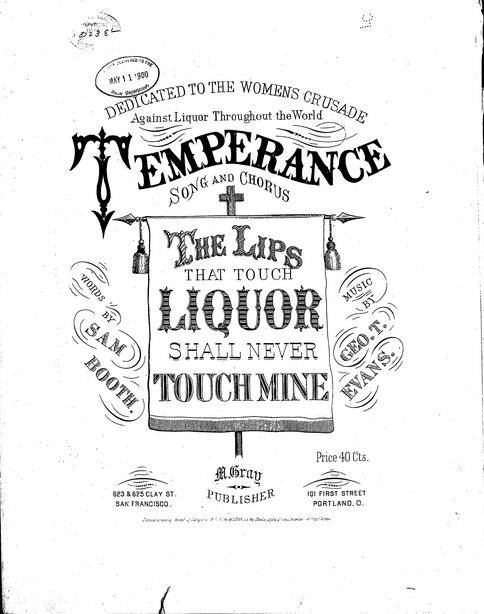
صورة من أرشيف مكتبة الكونغرس، أغاني حركة الاعتدال والحظر

أغاني الاعتدال، هي تلك المؤلفات الموسيقية التي تم غنائها وتأديتها للترويج لحركة الاعتدال من أربعينيات القرن التاسع عشر إلى عشرينيات القرن الماضي. كان نوعًا مميزًا من الموسيقى الأمريكية. في عام 1830، كان نصيب الفرد من الكحول في الولايات المتحدة 9.5 جالونًا سنويًا، أي ما يقرب من أربعة أضعاف معدل الاستهلاك في عام 2008. [بحاجة إلى الإشارة] ردًا على ذلك، تشكلت العديد من منظمات الاعتدال على مدار الثمانين عامًا التالية. تم غناء بعض كلمات الأغاني المعتدلة بأغاني معروفة بالفعل في تلك الفترة، على سبيل المثال، "أوه! سوزانا ". تم استخدام لحن ستيفن فوستر هذا مع كلمات تدعم الاعتدال وتغير العنوان إلى "هناك وقت جيد قادم" في عام 1857، بعد عشر سنوات من نشر الكلمات الأصلية لـ "أوه! سوزانا ".

## التطور وتاريخ النوع
كان الموضوع الثابت داخل أغاني الاعتدال في المجتمع في القرنين التاسع عشر والعشرين هو أن الشرب أثر سلبًا على الحياة الأسرية المستقرة وأنه كان في قلب الكثير من المعاناة. «مولي والطفل لا تعرفهما» يدور حول أب يعد بعدم الشرب من أجل طفله الصغير وزوجته التي تعاني. كانت بعض أغاني الاعتدال تهدف إلى إثارة الشعور بالذنب بشأن عواقب استهلاك الكحول. كانت الموضوعات بما في ذلك الإساءة شائعة، مثل «طفل السكران» للسيدة باركهورست، 1870. في هذه الأغنية، تسمع الأم طفلها يشجب أن شرب والدها وفقرهم يؤدي إلى تجاهلها من قبل أقرانها. تسجيل ميداني مؤرشف لهذه الأغنية، غناه جون ماكريدي، يروي أغنية طفل يحتضر لمدمن على الكحول. يخشى الطفل ألا يُسمح له بدخول الجنة. كان ستيفن فوستر يعتبر أشهر مؤلفي الأغاني المعتدلة.

## قائمة أغاني الاعتدال
العديد من الأغاني الداعمة للاعتدال ليست موثقة بالكامل، ولكن القائمة الجزئية التالية:
| السجيل                                   | الشاعر                      | المؤلف           | السنة | العنوان                                          |
| ---------------------------------------- | --------------------------- | ---------------- | ----- | ------------------------------------------------ |
| الرباعية منقطعة النظير                   | هنري كلاي وورك              | هنري كلاي وورك   | 1864  | «تعال إلى المنزل يا أبي»                         |
| جون ماكريدي                              |                             | السيدة باركهورست | 1870  | «طفل السكير»                                     |
| [ 2 ]                                    | سام بوث                     | جورج تي إيفانز   | 1874  | الشفاه التي تلمس الخمور لن تلمس لي أبدًا "        |
| ويلفريد جلين، هاري ماكدونو، لامبرت مورفي | ه. س. تايلور                | جي بي هربرت      | 1913  | خراطيش دي بروير الكبيرة                          |
| هومر رودهيفر                             | ه. س. تايلور                | جي بي هربرت      | 1916  | «مولي والطفل لا تعرفان»                          |
| إدوارد لاسكا، كل النجوم الثلاثي          | إدوارد لاسكا                | ألبرت فون تيلزر  | 1919  | «البلوز الكحولي»                                 |
| ثلاثي قصر رودي ويدوفت                    | إيرفينغ برلين، سيسيل أرنولد |                  | 1920  | سأراك في C-U-B-A                                 |
| إستر ووكر                                | إدغار ليزلي                 | بيت ويندلينج     | 1920  | ماذا ستفعل تشا عندما لا يكون هناك موسيقى الجاز ؟ |
| بيل موري                                 | فرانسيس باري بيرن           | بيرسي وينريش     | 1920  | كيف حالك لتبلل صافرتك                            |

### ستيفن فوستر
أيها الرفاق، لا تملأوا لي الزجاج
يُعتقد أن أغنية توقيت فوستر، «الرفاق، لا تملأوا لي الزجاج » (1855)، هي سرد لصراعه مع الشرب. لحن هذه الكلمات غير معروف.
يا رفاق، لا تملأ لي الزجاج
لإغراق روحي في اللهب السائل،
لأنه إذا شربت، يجب أن يكون الخبز المحمص
إلى الثروة المفجعة والصحة والشهرة.
ومع ذلك، على الرغم من أنني أتوق إلى إخماد الصراع،
هذا الشغف يحمل ضد حياتي،
على الرغم من رفاق النعمة قد تكون،
أوه! أيها الرفاق، لا تملأ لي الزجاج
خدعة حفلة الترخيص (غنت على أنغام أوه! سوزانا)
كانت هناك انتخابات رائعة ذات مرة، (لا نحتاج إلى تسمية التاريخ،)
في أوهايو، وفقدت الجمهوريين في الولاية.
هذا الحزب يدير الحكومة بإيرادات منزلية
وتفتخر بالكثير من اعتدالاتها، من منظر «الترخيص العالي».
(جوقة)
أوه، رخصة عالية،
كيف يكون هذا للأعلى ؟
سوف تجعل حفلتك مريضة جدا
سيموت بالتأكيد.
إلخ، إلخ
تم غناء هذه الأغنية المعتدلة على أنغام "أوه! سوزانا "، وكُتب ردًا على التطورات التي ألغت عقوبة الإعدام والتشريعية في ذلك الوقت. في عام 1851، فرضت ولاية مين حظرًا على مستوى الولاية. واعتمدت ولايات أخرى بعد ذلك تشريعات مماثلة. تشير «خدعة حزب الترخيص» على وجه التحديد إلى التشريع الذي تم تمريره في عام 1883 في ولاية أوهايو عندما خسر الجمهوريون منصب الحاكم والأغلبية في مجلس النواب ومجلس الشيوخ بالولاية. أدت محاولة المشرعين المخلوعين والحاكم تشارلز فوستر (لا علاقة له بستيفن) لفرض ضرائب وتنظيم مبيعات الكحول إلى فقدان دعم مؤيدي الاعتدال. وجد الناخبون أن محاولات السياسي للتشريع ليبرالية للغاية. تُعزى الهزيمة التشريعية أيضًا إلى عدم دعم الناخبين الألمان والأيرلنديين الذين اعتقدوا أن سياسات الخمور المقترحة مفرطة في التقييد.

## مؤلفو الأغاني الآخرون
من أربعينيات القرن التاسع عشر إلى 1920، أنتجت حركة الاعتدال الأمريكية عددًا كبيرًا من الأغاني. كان بعض الملحنين الأكثر شهرة ستيفن فوستر والسيدة إي. باركهورست، إم إيفانز، جورج إف روت، وهنري وورك. مثال آخر محدد لأغنية شائعة في ذلك الوقت هو «طفل السكارى» للسيدة باركهورست التي كتبت في عام 1870. في الأغنية تشكو طفلة لأمها من تجاهلها من قبل الآخرين لأنها فقيرة ويشرب والدها.
يميل مؤلفو الأغاني المعتدلون إلى كتابة أغانٍ متعاطفة مع قضية الاتحاد. هذا على عكس ستيفن فوستر الذي كتب أغاني المنشد. يُنظر إلى هذا النوع على أنه عنصري اليوم، على الرغم من أن فوستر قدم أيضًا موسيقى لـ نحن قادمون، الأب أبرعام، وهي أغنية تشجع الشماليين على التجنيد في جيش الاتحاد. اختلف فوستر عن مؤلفي الاعتدال الآخرين في أنه كتب أيضًا أغاني الشرب. يعتقد بعض المؤرخين أن فوستر شرب بكثرة.
ابتكر جيمس لورد بيربونت، ملحن "جنغل بلز'، أغاني الاعتدال بلحن لحن العطلة الذي لا يزال شائعًا.

## أغاني منظمات الاعتدال
قامت بعض منظمات الاعتدال المنظمة محليًا بطباعة ونشر أغاني الاعتدال الخاصة بها، والتي اشتق بعضها من الترانيم. على سبيل المثال، تم تعديل doxology بالكلمات التالية:
الحمد لله الذي تتدفق منه كل البركات،
امتدحه الذي ينقذه من أعمق ويل،
امتدحه الذي يقود مضيف الاعتدال،
مدح الأب والابن والروح المقدسة.